# Vstup Malty do Evropské unie
K vstupu Malty do Evropské unie došlo dne 1. května 2004. Šlo o dosud největší rozšíření Evropské unie, kdy k ní přistoupilo též Česko, Estonsko, Kypr, Litva, Lotyšsko, Maďarsko, Polsko, Slovensko a Slovinsko.
Vstupu Malty do EU předcházelo referendum, v kterém se 90,9 % obyvatel vyslovilo 53,6% většinou pro vstup.
1. ledna 2008 vstoupila Malta do Eurozóny.